# خرید گاو
خرید گاو (به انگلیسی: Buying the Cow) فیلمی محصول سال ۲۰۰۲ و به کارگردانی والت بکر است. در این فیلم بازیگرانی همچون جری اوکانل، بریجت ویلسون، آلیسا میلانو، رایان رینولدز، آنابت گیش، جاون تنی، ران لیوینگستون، اسکارلت چوروات، دیوید دی لوئیس و آلما بلتران ایفای نقش کرده‌اند.